# (1005) Arago
Pour les articles homonymes, voir Arago.
(1005) Arago est un astéroïde de la ceinture principale.
Il fut découvert le 5 septembre 1923 à l'observatoire de Simeïz par Sergei Ivanovich Beljawsky. Initialement désigné par 1923 OT, il fut par la suite nommé en hommage au scientifique François Arago.